# ベーレンニシキヘビ
ベーレンニシキヘビ（Simalia boeleni）は、爬虫綱有鱗目ヘビ亜目ニシキヘビ科（ボア科ニシキヘビ亜科とする説もあり）アメジストニシキヘビ属に分類されるヘビ。

## 分布
インドネシア（ニューギニア島）、パプアニューギニア（ニューギニア島）

## 形態

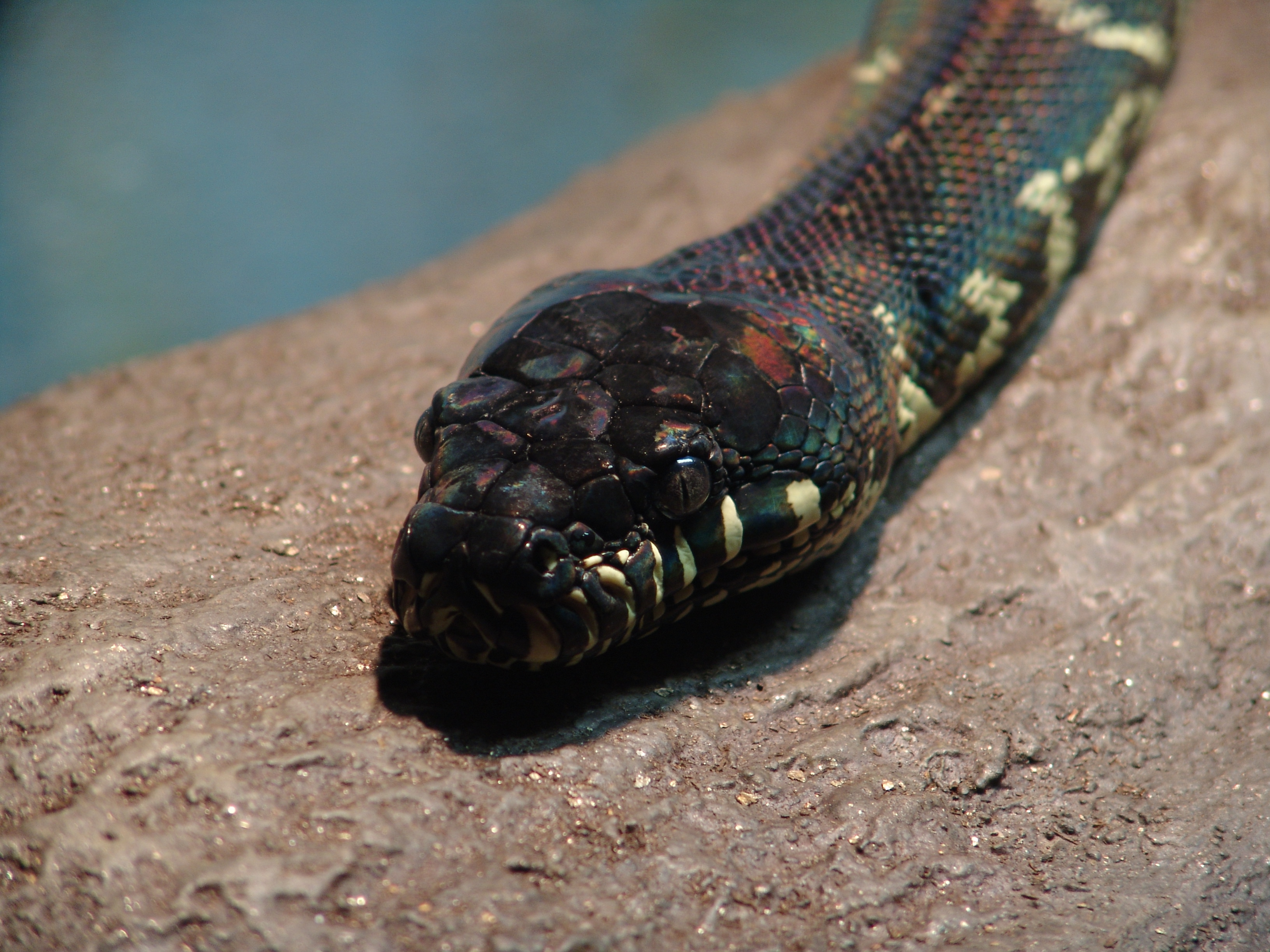
頭部

最大全長300cm。体色は黒や濃褐色で不鮮明な白や淡黄色の横縞が入る。下顎は白や淡黄色。また光が当たると虹色の光沢が出る。幼体の体色は赤褐色。上唇にあたる鱗（上唇板）は白（淡黄色）と黒（濃褐色）が交互に並ぶ。

## 生態
標高の高い森林に生息する。標高の高い場所に生息し発見例も少ないためか生態については不明な点が多い。
食性は動物食で鳥類、小型哺乳類等を食べる。繁殖形態は卵生。

## 人間との関係
生息地の一部では神として崇められている。
ペットとして飼育されることもあり、日本にも輸入されている。生息地でも発見されるのは稀で、また飼育下での繁殖法も確立していないため流通は稀。標高の高い場所に生息するため極端な高温には弱く、また飼育にあたっては紫外線の照射が必要とされることもある。

### 本種が登場した映像作品
- スネークフライト